# Diacidia ferruginea
Diacidia ferruginea là một loài thực vật có hoa trong họ Malpighiaceae. Loài này được (Maguire & K.D.Phelps) W.R.Anderson mô tả khoa học đầu tiên năm 1981.